# 34583 Dmitriivavilov
34583 Dmitriivavilov este o planetă minoră (asteroid) din centura de asteroizi. A fost descoperită pe 29 septembrie 2000 la Stația Anderson Mesa de Lowell Observatory Near-Earth-Object Search. 
Obiectul prezintă o orbită caracterizată de o semiaxă mare de 2,699324 UAi, o excentricitate de 0,16, o înclinație de 14,67611 ° în raport cu ecliptica.